# Stephenville, Texas
Stephenville là một thành phố thuộc quận Erath, tiểu bang Texas, Hoa Kỳ. Năm 2010, dân số của xã này là 17123 người.

## Dân số
- Dân số năm 2000: 14921 người.
- Dân số năm 2010: 17123 người.